# شجرة مطاط غويانية
شجرة مطاط غويانية أو هيفيا غويانية أو هيفية الغوّيان (الاسم العلمي: Hevea guianensis) هي نوع نباتي يتبع جنس الهيفيا من الفصيلة الفربيونية.